# Jean-Albert Vasa
Jean-Albert Vasa (en polonais : Jan Albert Waza), né le 25 juin 1612 à Cracovie et décédé le 29 décembre 1634 à Padoue, est un cardinal polonais. Fils du roi de Pologne Sigismond III Vasa et de Constance d'Autriche, Jean-Albert est le demi-frère du roi Ladislas IV Vasa et le frère du cardinal et roi Jean II Casimir Vasa.

## Biographie
Jean-Albert Vasa est élu administrateur du diocèse de Varmie en 1621. Il est créé cardinal in pectore par le pape Urbain III lors du consistoire du 19 novembre 1629. Sa création est publiée le 20 décembre 1632. En 1632 il est aussi élu évêque de Cracovie, mais il meurt en 1634, alors qu'il n'a que 22 ans, lors d'une mission diplomatique en Italie, probablement victime de la variole.

## Galerie

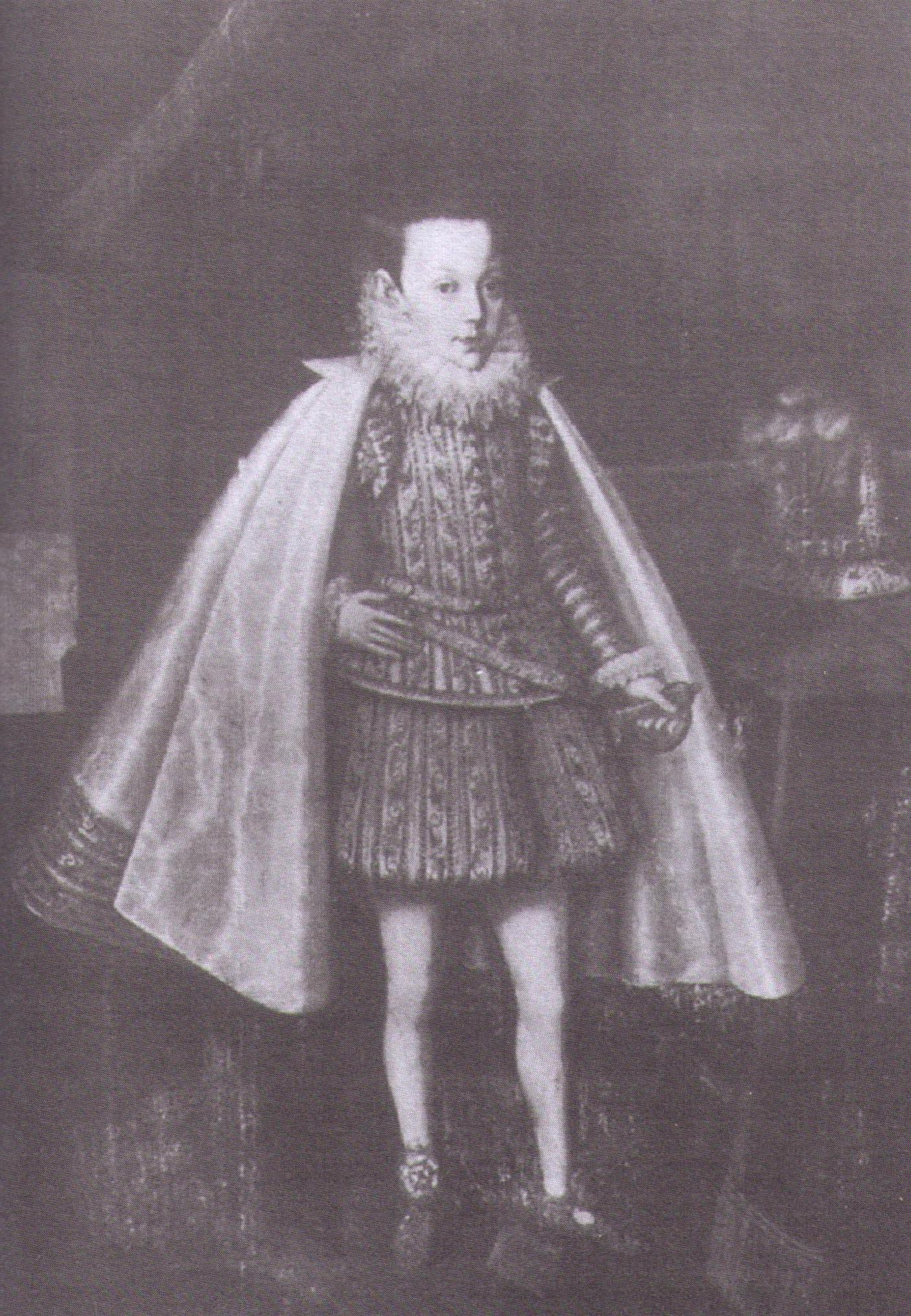
Prince royal Jean-Albert Vasa, années 1620, Ancienne Pinacothèque.
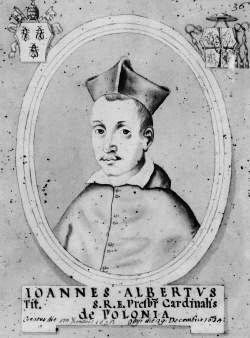
Cardinal Jean-Albert Vasa, vers 1632, Bibliothèque apostolique vaticane[1].
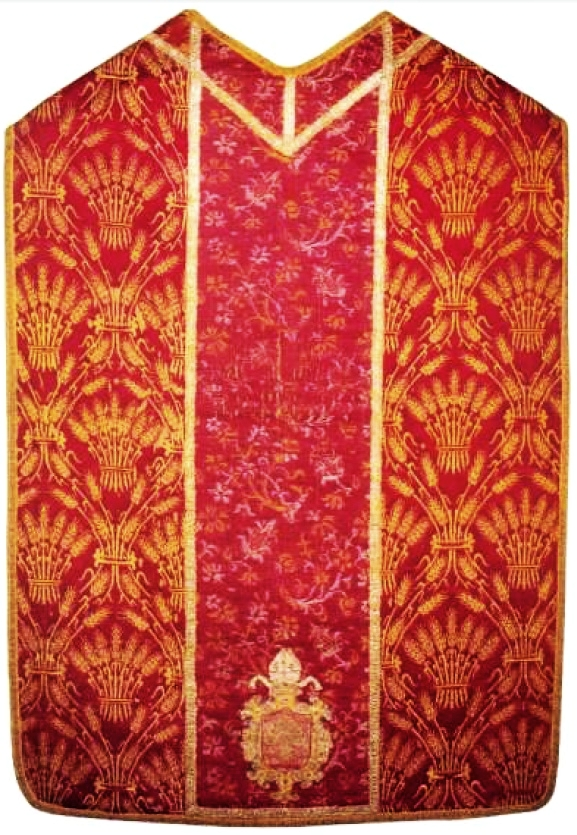
Chasuble de cérémonie de Jean-Albert Vasa, damassée des gerbes de blé de la famille Vasa.